# غيلس بيتمر
غيلس بيتمر (بالفرنسية: Gilles Bettmer)‏ (31 مارس 1989 بإيش سوغ ألزيت في لوكسمبورغ - ) هو لاعب كرة قدم لوكسمبورغي في مركز الوسط. شارك مع منتخب لوكسمبورغ لكرة القدم. أما مع النوادي، فقد لعب مع نادي ديفردانج 03 ونادي فرايبورغ واينتراخت ترير 05 ‏.

## مسيرته الكروية
لعب غيلس بيتمر خلال مسيرته الاحترافية مع 3 أندية في خمسة عشر موسمًا وسجل خلالها 26 هدفًا ضمن 264 مباراة. حيث فاز في ثلاثة مواسم بالكأس ولم يفز بأي دوري.
خاض غيلس بيتمر مسيرته مع SC Freiburg II ‏ في موسم 2006–07 ليلعب معه أربعة مواسم، مشاركًا في 48 مباراة سجل خلالها هدفًا واحدًا. ثم انتقل إلى اينتراخت ترير 05 ‏ في موسم 2009–10 لمدة موسم واحد، حيث شارك في 15 مباراة ولم يسجل أي هدف. لينتقل بعدها إلى نادي ديفردانج 03 في موسم 2010–11 ليلعب معه عشرة مواسم، مشاركًا في 201 مباراة سجل خلالها 25 هدفًا.

## وصلات خارجية
- غيلس بيتمر على موقع الاتحاد الدولي (مؤرشف)  (الإنجليزية)
- غيلس بيتمر على موقع الاتحاد الأوربي (الإنجليزية)
- غيلس بيتمر على موقع قاعدة بيانات كرة القدم.إي يو (الإنجليزية)
- غيلس بيتمر على موقع ناشيونال فوتبول تيمز (الإنجليزية)